# Liste der Monuments historiques in Vieux-Champagne
Die Liste der Monuments historiques in Vieux-Champagne führt die Monuments historiques in der französischen Gemeinde Vieux-Champagne auf.
Bauwerke sind nicht gelistet.
Die im 13. Jahrhundert errichtete Kirche wurde 1964 abgebrochen.

## Liste der Objekte
Die Kirchenausstattung der früheren Kirche ist im Maison romane in Provins untergebracht.
| Bezeichnung                                                                | Beschreibung                                | Standort                         | Kennzeichnung | Schutzstatus | Datum | Bild |
| -------------------------------------------------------------------------- | ------------------------------------------- | -------------------------------- | ------------- | ------------ | ----- | ---- |
| Grabplatte Henri Bouchards, Herr über Naud († 1290)                        | Stein, 13. Jahrhundert                      | Provins, im Maison romane (Lage) | PM77001801    | Classé       | 1954  |      |
| Grabplatte Eustache de Vaux († 1503), seiner Frau und seinem Sohn († 1527) | Stein, 13. Jahrhundert                      | Provins, im Maison romane (Lage) | PM77001802    | Classé       | 1954  |      |
| Taufbecken                                                                 | Stein, 16. Jahrhundert                      | Provins, im Maison romane (Lage) | PM77001803    | Classé       | 1954  |      |
| Kapitelle                                                                  | Stein, 13. Jahrhundert                      | Provins, im Maison romane (Lage) | PM77001804    | Classé       | 1954  |      |
| Wappensteine                                                               | bemalter Stein, 16. Jahrhundert             | Provins, im Maison romane (Lage) | PM77001805    | Classé       | 1954  |      |
| Wappenstein                                                                | Stein, 16. Jahrhundert                      | Provins, im Maison romane (Lage) | PM77001806    | Classé       | 1954  |      |
| Statue der Heiligen Barbara                                                | Holz, 16. Jahrhundert                       | Provins, im Maison romane (Lage) | PM77001807    | Classé       | 1954  |      |
| Statue des Heiligen Médard                                                 | Holz, 16. Jahrhundert                       | in der Mairie (Lage)             | PM77001808    | Classé       | 1954  |      |
| Pietà                                                                      | Holz, 16. Jahrhundert                       | in der Mairie (Lage)             | PM77001809    | Classé       | 1954  |      |
| Statue Unterweisung Mariens                                                | Holz, 16. Jahrhundert                       | Provins, im Maison romane (Lage) | PM77001810    | Classé       | 1954  |      |
| Kruzifix                                                                   | Holz, 16. Jahrhundert                       | Provins, im Maison romane (Lage) | PM77001811    | Classé       | 1954  |      |
| Glocke                                                                     | Bronze, Erstes Viertel des 18. Jahrhunderts | in der Mairie (Lage)             | PM77001812    | Classé       | 1954  |      |